# 上原 (竹富町)

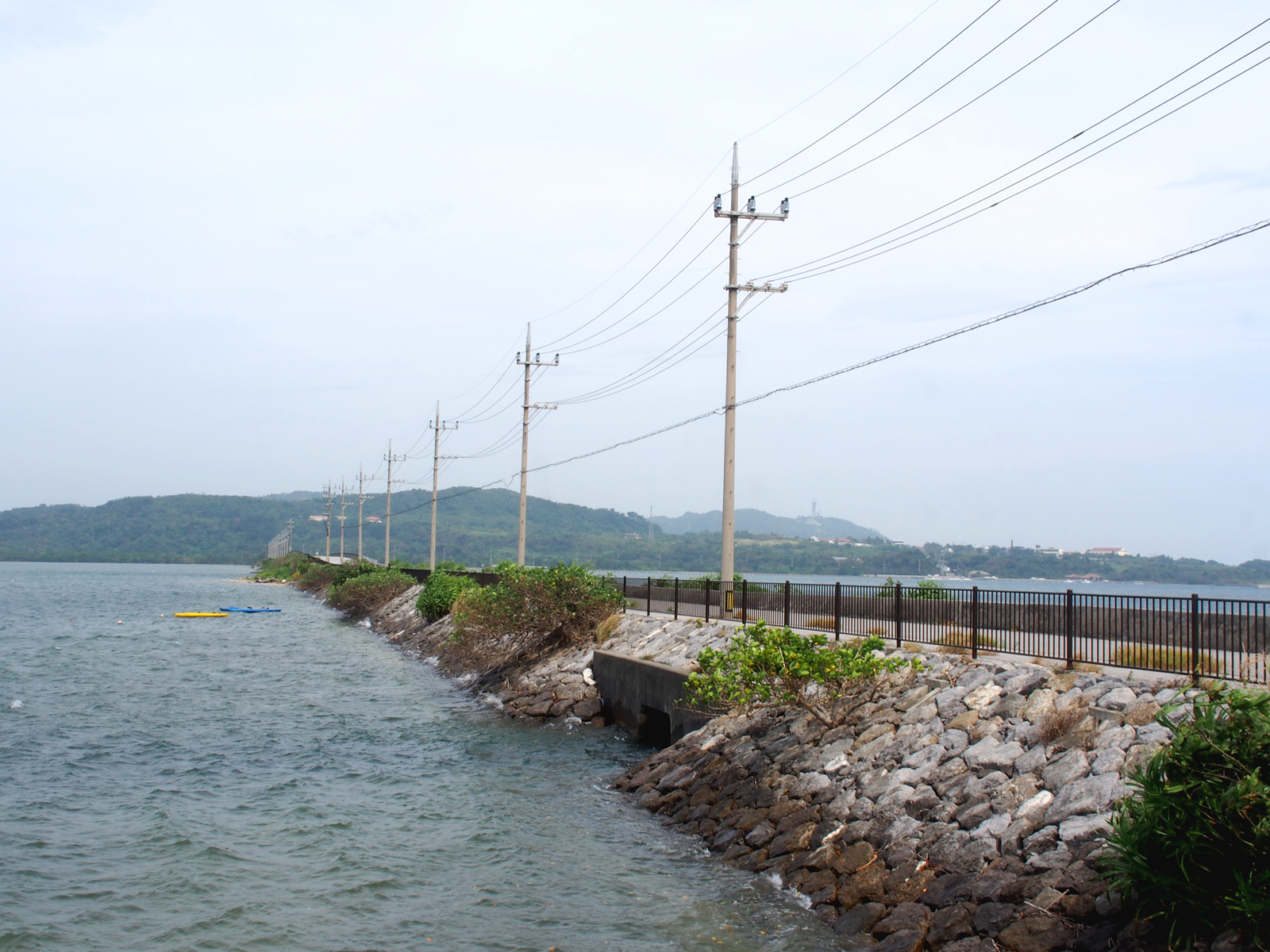
沖縄県道215号船浦海中道路

上原（うえはら）は、日本の南西諸島、沖縄県八重山郡竹富町の字。西表島の北西部に当たる。郵便番号 907-1541。

## 地理
西表島の西部地区の中心地に当たり、船浦湾の沖合に浮かぶ鳩離島も字上原に含まれる。かつては船浦湾で島の東西が分断されていたが、1976年に沖縄県道215号の船浦橋が開通して東部地区との間で自動車での往来が可能になった。
石垣島とのフェリー・高速船が発着する上原港（船浦港）がある交通の要衝である。しかし、冬季は海が荒れて欠航になりやすく、その場合は、比較的欠航が少ない東部の大原港（字南風見）との間で代替バスによる送迎が行われる。
隣接する高那や祖納と並んで宿泊施設やリゾート施設が多く、レンタカー営業所や土産物屋などが多く立ち並ぶ地域である。大規模リゾート開発に対しては自然環境破壊に繋がるとの観点から拒否反応を示す住民も多く、2004年開業の西表サンクチュアリーリゾートニラカナイ（現星野リゾート 西表島ホテル）に対しては大規模な建設反対運動が行われた。
集落は沖縄県道215号沿いに東から船浦・上原・中野・住吉・浦内の5地区に分かれており、かつては大字上原の下にこれらの集落が小字として置かれていた。現在は小字を廃止して番地表示が実施されている。

### 河川
- 浦内川 - 字西表との境界を流れる。上流にマリユドゥの滝やカンピレーの滝が有り、トレッキングコースとなっている。

## 歴史
『宮古八重山両島絵図帳』によると、近世初頭には西表島西部は入表（いりむてぃ）間切に属し、祖納・干立・多柄・浦内・成屋・船浮・網取・鹿川の8村があった。『八重山島年来記』によれば、1628年に八重山列島が三間切制に移行すると、8村は大浜間切の西表村・慶田城村に再編された。
元々の上原集落は、西表村の一部で上原山東麓に位置する小集落であったが、1755年に西表村の番所が祖納から上原に移された。1768年には、慶田城村が西表村に、西表村が上原村に改名した。西表村の村域は概ね現在の字西表に当たり、上原村の村域は字上原に当たる。
1771年に西表島を襲った明和の大津波で甚大な被害を受け、その後も沖合の鳩間島からの出作奨励や黒島からの移住が計られた。しかし、戸数は徐々に減少し、1893年には船浦集落及び浦内集落が廃村となり、1909年には上原集落の全戸が鳩間島に移住して廃村となった。その後、上原集落には太平洋戦争中に鳩間島の住民が疎開し、そのまま定住する等、入植が再開され、現在では西表島西部地区の中心地となっている。

## 施設
- 上原港
- 竹富町役場西表西部出張所
- 中野わいわいホール
- 竹富町立上原小学校
- 竹富町立船浦中学校
- 星野リゾート 西表島ホテル

- 竹富町西表西部出張所
- 中野わいわいホール

## 観光
- 船浦のニッパヤシ群落[5]
- トゥドゥマリの浜（月ヶ浜）
- 星砂の浜[6]
- ピナイサーラの滝[7]

- トゥドゥマリの浜
- 星砂の浜
- ピナイサーラの滝